# JARI-USV-A 大型无人作战艇
JARI-USV-A 大型无人作战艇，又称“虎鲸”大型无人艇，是由中船重工第七一六研究所、第七〇二研究所联合建造研制的一型高速隐身的五百吨级水面无人作战装备，其总长 58 米，型宽 23 米，最大续航达 4000 海里，具备超视距火力打击、防空反导及搜潜攻潜等无人自主作战能力。可独立部署、长期值守或协同其他兵力执行警戒巡逻、对海打击、反潜作战和对空防御任务，还可承担海战场环境调查、救生等任务。在2024年11月12日第十五届中国国际航空航天博览会中首次公开。